# Tchatkalophantes huangyuanensis
Tchatkalophantes huangyuanensis är en spindelart som först beskrevs av Zhu och Li 1983.  Tchatkalophantes huangyuanensis ingår i släktet Tchatkalophantes och familjen täckvävarspindlar. Inga underarter finns listade i Catalogue of Life.